# Заменица
Заменице (ијек. замјеницe) представљају једну од променљивих врста речи. Оне се односе на лица, ствари, особине, односно замењују именице или придеве. Деле се на именичке и придевске.
Именичке заменице се деле на личне и неличне. Личне су ја, ти, он, ми, ви, они, а неличне се деле на упитне (ко, шта), одричне (нико, ништа), неодређене (неко, нeштo), опште (свако, свашта) и остале (ико, ишта, било ко, било шта, ма ко, ма шта, ко год, шта год). Придевске заменице се деле на присвојне, показне, упитно-односне, одричне, неодређене, опште и остале.

## Именичке заменице
Именичке заменице замењују именице. У реченици су самосталне, а врше службу субјекта или објекта.
Именичке заменице се деле на:
- Личне
- Неличне

### Личне именичке заменице
Личне именичке заменице имају род (мушки, женски или средњи) и број (једнина или множина).
Једнина:
- 1. ја
- 2. ти
- 3. он (мушки род), она (женски род), оно (средњи род)

Множина:
- 1. ми
- 2. ви/Ви (заменица за персирање)
- 3. они (мушки род), оне (женски род), она (средњи род)

Повратна лична заменица за сва лица (промена по падежима):
- Номинатив: -
- Генитив: себе
- Датив: себи
- Акузатив: себе/се
- Вокатив: -
- Инструментал: собом
- Локатив: себи

### Неличне именичке заменице
Неличне именичке заменице не разликују лица и имају један облик који се користи за оба броја и сва три рода.
Деле се на:
- упитно-односне (ко, шта)
- неодређене (неко, нешто)
- одричне (нико, ништа)
- опште (свако, свашта)

## Придевске заменице
Придевске заменице замењују придеве. У реченици су несамосталне речи и имају функцију атрибута или дела именског предиката. Као и придеви, слажу се са именицом у роду, броју и падежу.
Придевске заменице се деле на:
- Присвојне (посесивне)
- Показне
- Упитне - односне
- Неодређене
- Одричне
- Опште

### Присвојне заменице.
Присвојне (посесивне) придевске заменице означавају припадање бића и предмета појединим лицима.
Једнина:
- 1. лице: мој, моја, моје; моји, моје, моја;
- 2. лице: твој, твоја, твоје; твоји, твоје, твоја;
- 3. лице: његов, његова, његово; његови, његове, његова.

Множина:
- 1. лице: наш, наша, наше; наши, наше, наша;
- 2. лице: ваш, ваша, ваше; ваши, ваше, ваша;
- 3. лице: њихов, њихова, њихово; њихови, њихове, њихова.

Повратне присвојне заменице означавају да објекат припада субјекту:
- једнина: свој, своја, своје;
- множина: своји, своје, своја.

### Показне заменице
Овим заменицама се упућује на бића и предмете и њихове особине.
1. лице:
- за бића и предмете: овај, ова, ово; ови, ове, ова;
- за величину: оволики, оволика, оволико; оволики, оволике, оволика;
- за особину: овакав, оваква, овакво; овакви, овакве, оваква;

2. лице:
- за бића и предмете: тај, та, то; ти, те, та;
- за величину: толики, толика, толико; толики, толике, толика;
- за особину: такав, таква, такво; такви, такве, таква;

3. лице:
- за бића и предмете: онај, она, оно; они, оне, она;
- за величину: онолики, онолика, онолико; онолики, онолике, онолика;
- за особину: онакав, онаква, онакво; онакви, онакве, онаква;

### Упитно - односне заменице
Упитне и односне заменице имају исте облике, али различита значења у реченици. Упитне заменице се користе у упитним реченицама, а односне се односе на неку другу реч у реченици.
Пример:
- Чија је ово књига? (упитна заменица у упитној реченици)
- Читам књигу коју је написао Бранко Ћопић. (односна заменица)
- за бића и ствари: који, која, које; који, које, која;
- за величину: колики, колика, колико; колики, колике, колика;
- за особину: какав, каква, какво; какви, какве, каква;
- за припадност: чији, чија, чије; чији, чије, чија;

### Неодређене заменице
Неодређене придевске заменице указују на непознату личност или предмет, непознате особине именице уз коју стоје.
- за ствари и бића: неки, нека, неко; неки, неке, нека;
- за величину: неколик, неколика, неколико; неколики, неколике, неколика;
- за особину: некакав, некаква, некакво; некакви, некакве, некаква;
- за припадност: нечији, нечија, нечије; нечији, нечије, нечија;

### Одричне заменице
Одричне придевске заменице одричу да се неког или нечег тиче оно што се износи у реченици.
- за ствари и бића: никоји, никоја, никоје; никоји, никоје, никоја;
- за особину: никакав, никаква, никакво; никакви, никакве, никаква;
- за припадност: ничији, ничија, ничије; ничији, ничије, ничија;

### Опште заменице
Опште придевске заменице упућују на сва лица, предмете и особине о којима се говори.
- за ствари и бића: сваки, свака, свако; сваки, сваке, свака;
- за особину: свакакав, свакаква, свакакво; свакакви, свакакве, свакаква;
- за припадност: свачији, свачија, свачије; свачији, свачије, свачија;
- ма који, ма чији, ма какав, ма колики
- било који, било чији, било какав, било колико
- који год, чији год, какав год, колики год